# 井原鉄道IRT355形気動車
井原鉄道IRT355形気動車（いばらてつどうIRT355がたきどうしゃ）は、1998年（平成10年）と2005年（平成17年）に製造された、井原鉄道の気動車である。

## 概要
新潟鐵工所の標準的な第三セクター鉄道向け気動車であるが、355PSの機関、変速2段直結3段の液体変速機の組み合わせとしている。
1998年2月から7月にかけて一般車両0番台10両とイベント車両の100番台2両の計12両が新潟鐵工所大山工場で製造され、2005年に200番台となった「夢 やすらぎ号」（水戸岡鋭治デザイン）1両が新潟トランシスで製造されて計13両となった。
1999年（平成11年）の開業当初から使用されており、開業を記念して当時の郵政省が発行した「ふるさと切手」にも描かれている。
形式名に冠されたIRTとは「井原鉄道の列車」を意味するIbara Railways Trainの頭文字をそれぞれ取ったものであり、数字の355はこの車両の出力355PSにちなんでいる。
なお、井原鉄道は1999年開業だが、1月11日に開業したため1999年製造は存在せず、200番台以外すべて1998年製である。

## 構造

### 車体
新潟鐵工所の地方鉄道向け車両「NDCシリーズ」であるJR西日本のキハ120形を元に製造され、全長18m （車体長17.5m）、幅2.8mのステンレス車体で側外板厚が1.5mm、屋根板厚は0.6mmであるが、前面と床板は4.5mmの一般構造用鋼板を使用している。
車体側面は、上部にはコスミックブルーの帯を、腰部にはフレッシュグリーン、オータムレッド、ブルーイッシュラベンダーの識別帯が描かれている。
電気連結器はKE96Aを装着し、冷房装置等総括制御を可能とした。

### 車内
側窓は熱線吸収ガラスの大型固定窓とし、視界向上に配慮している。また、カーテンも設けられているが、各番台で仕様が異なる。
ホーム高が1100mmのため、ドア付近の床にはステップは無く、客室と同じ床面高さとなったため、移動制約者にも利用しやすい車両になり、車内には車椅子スペースも設けられている。
乗務員室は、左側半室仕切窓付とし、背面仕切や通路側の仕切は窓ガラス付きとした。
車外ミラーや室内ミラーを設け、前方や出発時のホームや車内監視をできるようにしている。
ワンマン装置は、JR西日本で採用している一括ワンマン設定方式と共通の方式を採用しており、LED運賃表示器に次駅名の表示ができるようにしている。操作機器が運転室に集中しており、乗務員の負担軽減のため、積極的に人間工学を運転台に取り入れ、運転席ワイパーは間欠ワイパーで、前面ガラスは防曇ガラスを採用し、冷暖房制御も各運転席上部にあり、運転操作に配慮している。
JR線に乗り入れるために、B型・C型列車無線装置、防護無線やATS-SW（自動列車装置）、EB装置を装備している。
乗降用扉は、乗客の戸挟み防止や安全装置向上を図るため、車体両端2ヶ所に1000mmの空気式の片引戸を設け、戸先センサーを用いて再開閉制御を付加し、戸閉は自動・半自動方式で、ドア開閉時にはドアチャイムが鳴動し、半自動時の乗降ドアスイッチを室内外に設けた。
トイレは、全車両に設置されており、FRP製ユニットを用いた真空式汚物処理装置付き和式トイレで、汚物タンクを床下に設置している。

### 走行装置
SA6D125H-1Aディーゼルエンジン（定格出力261 kW （355PS）/ 2,100 rpm）を出力するターボチャージャーおよびインタークーラー付き機関と、変速2段・直結3段液体変速機の組み合わせにより、33パーミルでの運転に対応しており、冷房装置停止時では直結1段で約50km/h、変速1段でも約45km/hの均衡速度が確保されることとなった。
また、変速機KTF-3335A-2Aは、遊星歯車構造を採用しており、減速比は、1段1.933、2段1.237、3段0.966となっており、切り換え時の衝撃を軽減し、速段の切れ目をなくして空転を防止するようにしている。
動台車、付随台車共に、軸ばねに円錐ゴムを使用した軸ゴムウイングバネ方式のボルスタレス台車を装備している。車輪径は、一般の鉄道車両と同じ860mmとし、密封複式円錐コロ軸受を採用している。ブレーキ装置はユニットブレーキ方式、制輪子は焼結合金製が採用された。
電気指令式空気ブレーキで、常用ブレーキは機関ブレーキ、排気ブレーキを抑速ブレーキとして装備している。機関ブレーキを常用することにより、制輪子の長寿命化を図っている。

### 空調装置
暖房は、エンジン廃熱を利用する機関排熱利用温水温風式暖房器で、客室に能力5.0kW（4,300kcal/h） が8基、運転室に能力4.9kW（4,200kcal/h） が 2基設置されている。冷房は、新冷媒対応の機関直結式で、能力15,500kcal/hの屋根上ユニットを2基搭載し、床下にコンプレッサーを2基搭載している。車内換気として、電動換気扇を用いた排気を行っている。

## 形態区分

### 基本番台
- IRT355-01 - 06、08 - 10

主に一般運用に供される車両で、ドア付近にロングシート、車両中央部に固定式クロスシートを配置したセミクロスシートである。座席幅は900mmとし、座席モケットはブラウンとなっている。荷物棚は、アルミブラケットとステンレスパイプを用いたもので、座席上部に配置されている。立客用のつり革は、ロングシート部分に設けられている。座席の背擦りにも握り手が設けられ、立客を配慮したものとなっている。カーテンはフリーストップ式で、蛍光灯にグローブはない。

### 100番台
- IRT355-101 - 102

イベント対応車両で、車内は全席転換クロスシートとなっている。座席幅は890mmとし、座席モケットは基本番台と同色である。荷物棚は、基本番台と同様のものを装備しているが、アルミ製の飾りを設けている。全席転換クロスシートとしながらも、座席の背摺には握り手が設けられ、立席客を考慮している。カラオケ用の電源があり、カーテンは横引き式で、蛍光灯はグローブ付きとなっている。
101は、宝くじ号である。

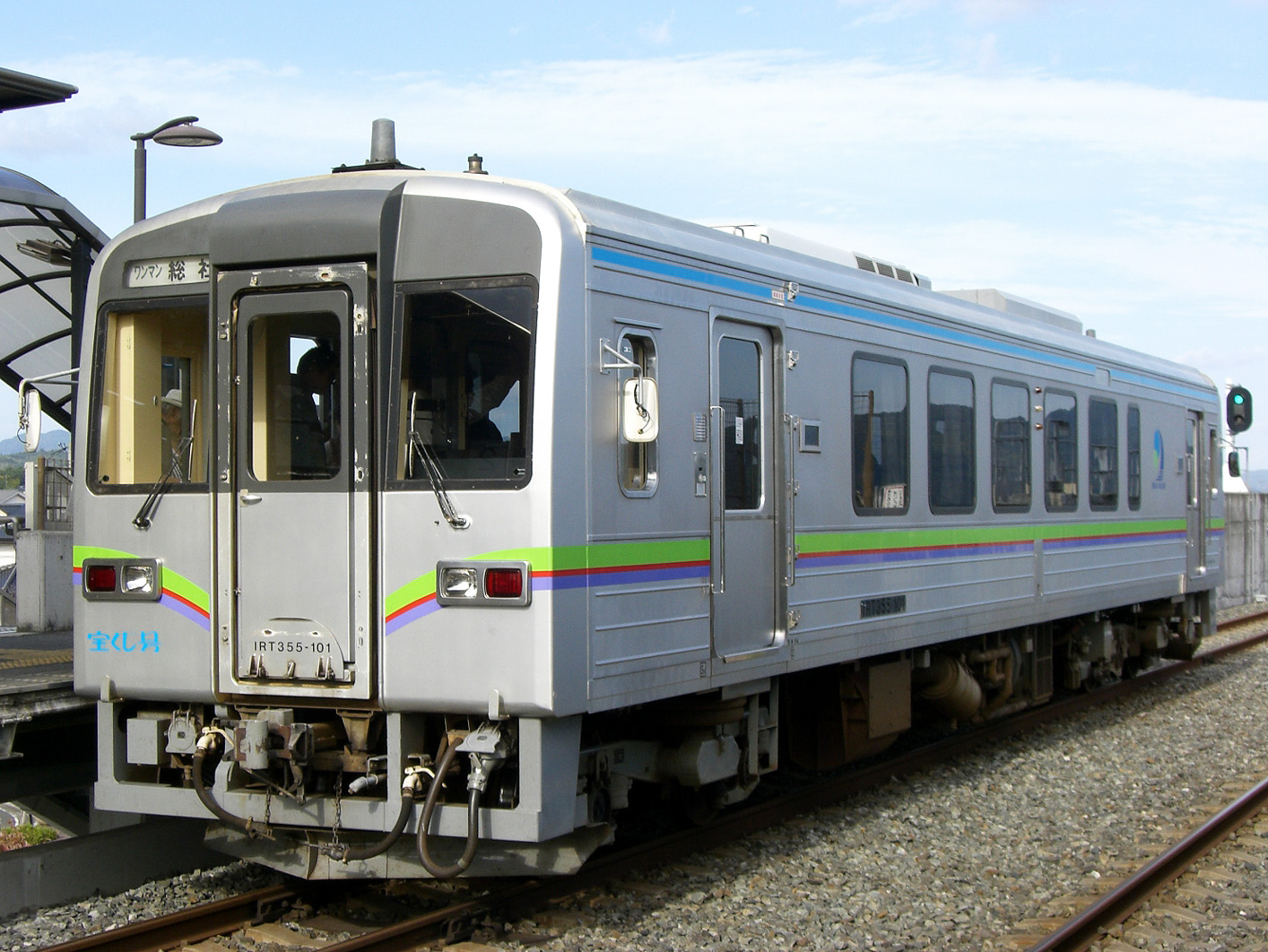
IRT355-101「宝くじ号」（2006年10月）

### 200番台
- IRT355-201

新潟トランシスで2005年3月に製造され、愛称は一般から公募で選ばれた「夢やすらぎ号」である。水戸岡鋭治がデザインを手がけた。
車両構造や走行機器、車椅子スペースや車椅子対応の洋式トイレは0番台や100番台と共通しているが、外観は、ローカル線沿線の夕陽をイメージした茜色の塗装に、「夢 やすらぎ」や「YUME YASURAGI」のロゴや、貫通扉に円形のヘッドマークを取り付けている。
床や座席、窓枠など天然のムク材を多用した。
車内照明は、間接照明やダウンライトを使用している。
100番台と同様で、カラオケ機器の設置が可能である。

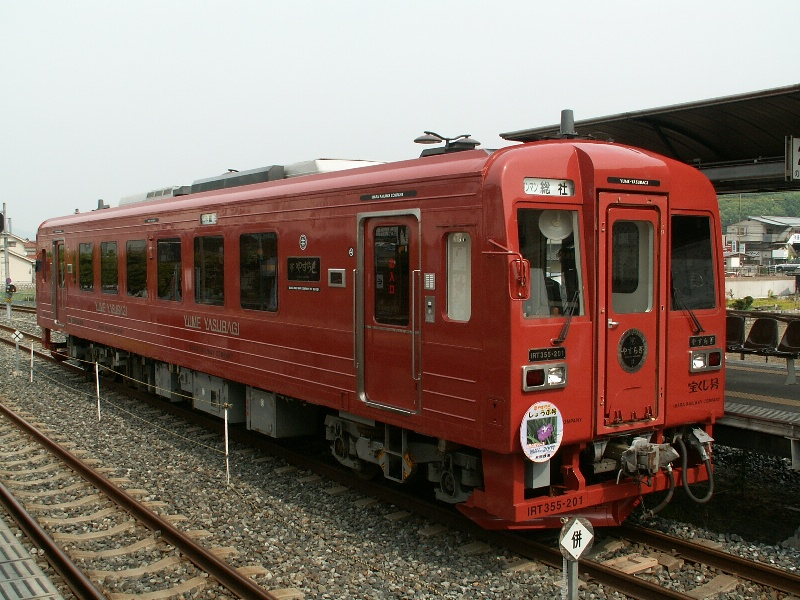
IRT355-201 「夢やすらぎ号」（2007年5月）

## 車歴
| 形式     | 車両番号 | 製造年月  | 廃車      |
| -------- | -------- | --------- | --------- |
| IRT355形 | 01       | 1998年2月 | -         |
| IRT355形 | 02       | 1998年2月 | -         |
| IRT355形 | 03       | 1998年2月 | -         |
| IRT355形 | 04       | 1998年2月 | -         |
| IRT355形 | 05       | 1998年6月 | -         |
| IRT355形 | 06       | 1998年6月 | -         |
| IRT355形 | 07       | 1998年6月 | 2015年3月 |
| IRT355形 | 08       | 1998年6月 | -         |
| IRT355形 | 09       | 1998年6月 | -         |
| IRT355形 | 10       | 1998年6月 | -         |
| IRT355形 | 101      | 1998年7月 | -         |
| IRT355形 | 102      | 1998年7月 | -         |
| IRT355形 | 201      | 2005年3月 | -         |

## 運用
1999年1月11日午前11時11分の「1並び」に井原線開業とともに、0番台と100番台は、井原線全線と、伯備線の総社 - 清音、福塩線の神辺 - 福山にて運転を開始した。
200番台201は2005年3月8日に甲種輸送され、同月10日付けで竣功し、走行試験を経て同月20日に、井原駅にて出発式を執り行った 。
そして、2005年4月1日から運転を開始した。
その後、IRT355-07が2013年（平成25年）10月13日の「車両基地まつり2013」が開催された際に、ラストランヘッドマークが取り付けられた状態で展示され、2015年（平成27年）3月2日付で廃車となり、ミャンマーに譲渡された。

## ラッピング列車
開業以来、201以外の車両外装は特に大きな変化はなかったが、2016年（平成28年）、客用扉4箇所に、総社市・倉敷市・真備町・矢掛町・井原市・福山市のキャラクターのプチラッピングが6両に施され、同年10月21日に出発式が催された。
2019年（平成31年）には、04が開業20周年を記念して、「がんばろう！岡山・広島　井原線開業20周年」の文字と、沿線自治体のキャラクターが描かれ、02は大河ドラマ「青天を衝け」のラッピング列車として運行された。
2021年（令和3年）には、06が同年1月22日から2023年12月末までの予定で、岡山県備中圏域の観光ラッピング列車である「カラフル備中」ラッピング列車として、09は2021年3月21日から大原美術館の名画を車両にラッピングした「アート列車」として運行されている。
2022年（令和4年）には、04が同年2月24日から岡山県の美しい星空の魅力を伝える特別企画列車「スタートレイン」として運行されている。
このうち、04と09はラッピングと同時にリニューアル工事が行われ、車内がオールロングシート化された。
2023年（令和5年）には、05が同年10月15日より戦国時代を中心とした沿線地域の歴史をピーアールするためにラッピングされた「戦国列車」が運行されている。

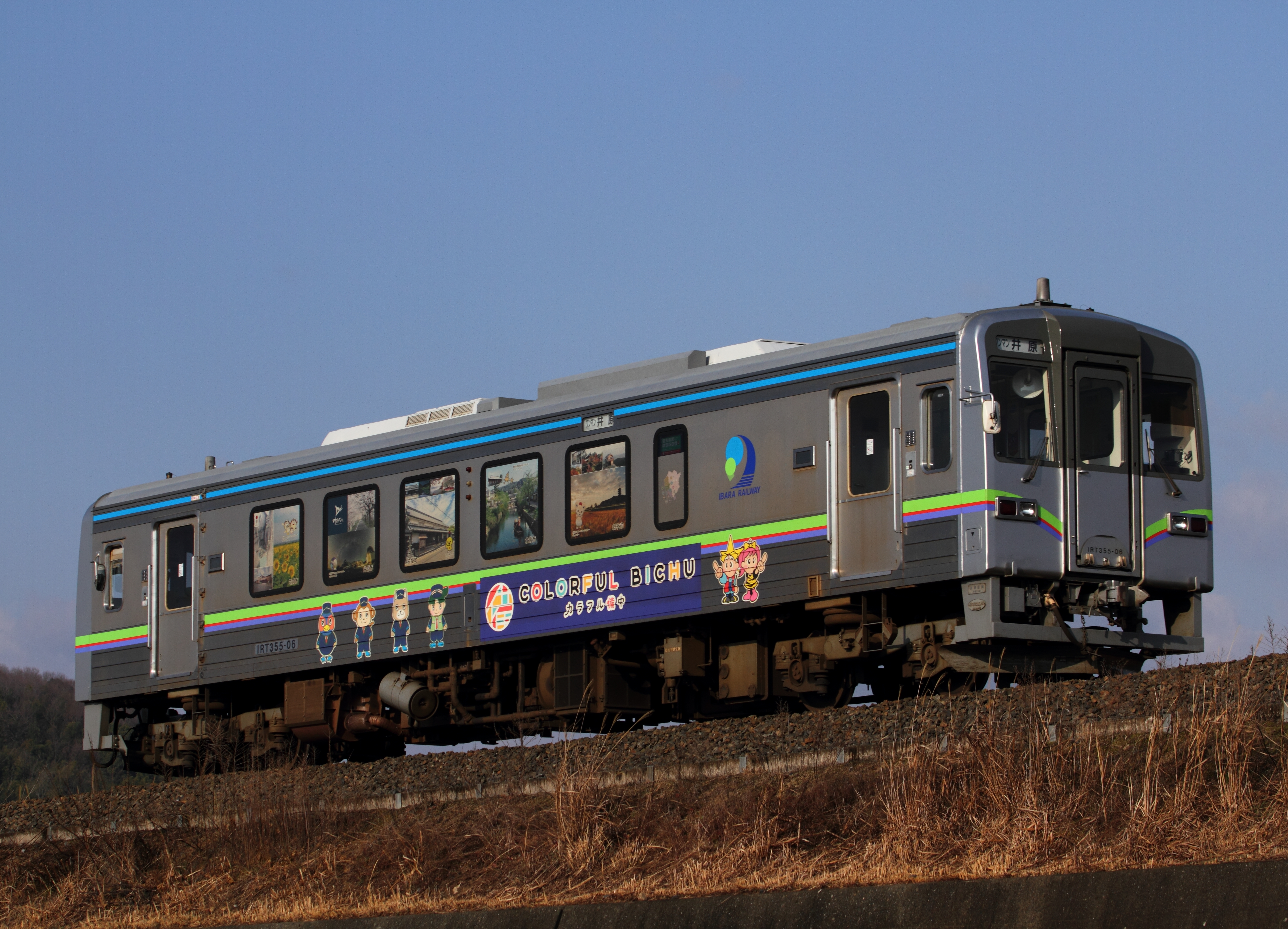
IRT355-06「カラフル備中」ラッピング列車（2022年2月）
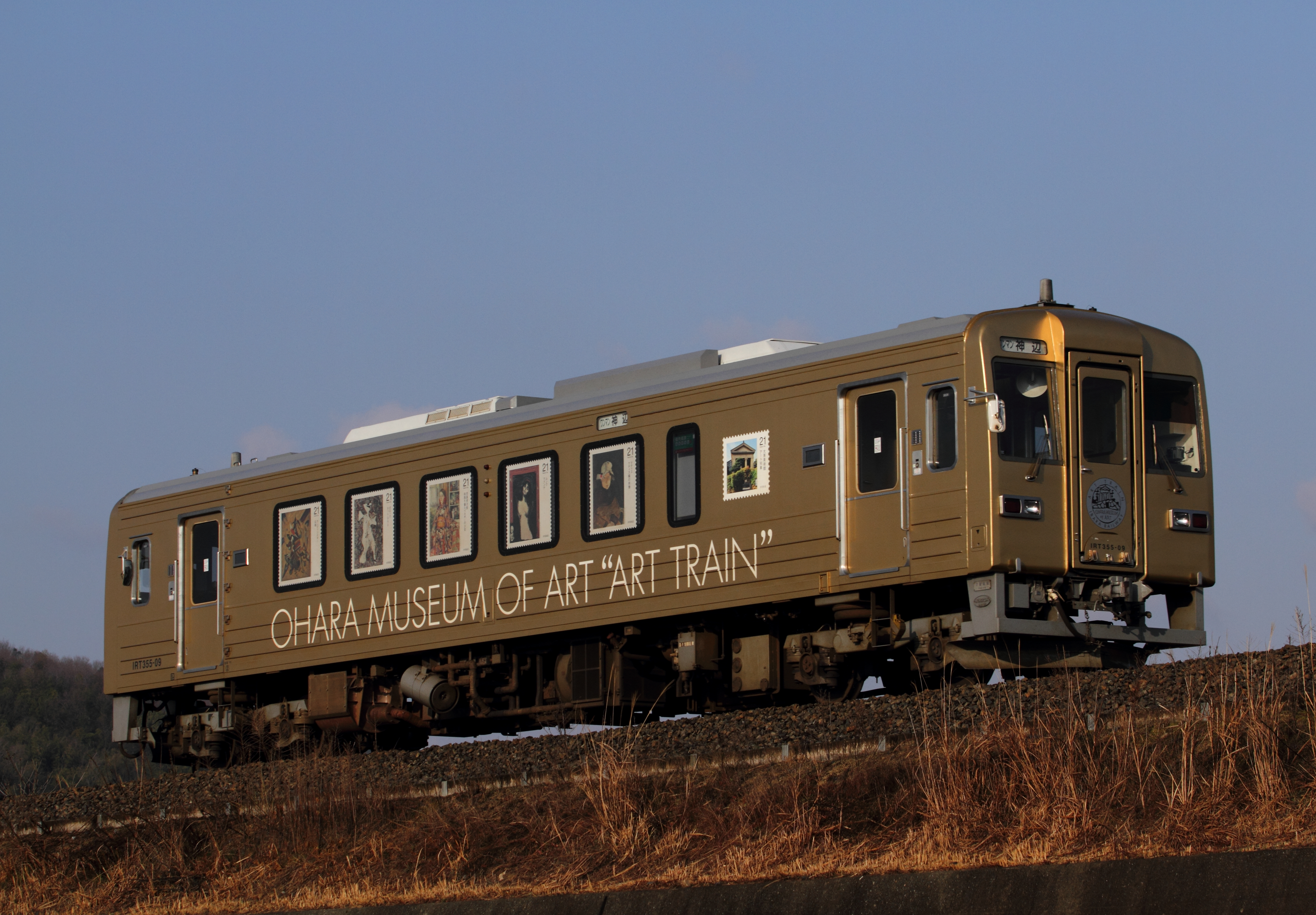
IRT355-09「アート列車」（2022年2月）